# Erechim
 Erechim  è un comune del Brasile nello Stato del Rio Grande do Sul, parte della mesoregione del Noroeste Rio-Grandense e della microregione di Erechim.

## Storia
Colonizzata soprattutto da immigrati di origine polacca, italiana e tedesca, la città venne fondata nel 1908.
Inizialmente chiamata Paiol Grande e in successione Boa Vista, Boa Vista de Erechim, José Bonifácio e finalmente Erechim, come molti altri villaggi in Brasile, sorse ai margini di una linea ferroviaria, e nel caso specifico il collegamento tra il Rio Grande do Sul e San Paolo del Brasile.
Con la crescita della città e della sua economia - agricoltura, allevamento, commercio e servizi - Erechim venne eretto a comune il 30 aprile 1918, attraverso il decreto n. 2343 del 30 aprile firmato da Borges de Medeiros, Governatore dello Stato del Rio Grande do Sul.